# Ol'ginskij rajon
Lo Ol'ginskij rajon (in russo Ольгинский район?) è un rajon (distretto) del Territorio del Litorale, nell'estremo oriente russo; il capoluogo è l'insediamento di tipo urbano di Ol'ga.
Il suo territorio si estende lungo la costa del mare del Giappone, lungo il versante orientale dei monti Sichotė-Alin'. L'intero territorio è pochissimo popolato (la densità di popolazione è inferiore ai 2 ab./km²); l'unico centro urbano di qualche rilievo è il capoluogo Ol'ga.
Il clima è piuttosto rigido, nonostante la latitudine relativamente bassa, con inverni rigidi e prolungati ed estati fresche per l'influenza delle acque fredde del mare del Giappone. L'intero territorio è coperto da estese foreste, formate da essenza miste di conifere e latifoglie.